# Malta op het Eurovisiesongfestival 1993
Malta nam deel aan het Eurovisiesongfestival 1993 in Millstreet (Ierland). Het was de 6de deelname van het land op het Eurovisiesongfestival.  Public Broadcasting Services (PBS) was verantwoordelijk voor de Maltese bijdrage voor de editie van 1993.

## Selectieprocedure
Er werd gekozen om een nationale finale te organiseren en deze vond plaats op 23 maart 1992 in Mediterranean Conference Centre in Valletta. In totaal deden er 10 artiesten mee aan deze finale en de winnaar werd gekozen door een jury.
| Volgorde | Artiest                | Lied                       | Plaats |
| -------- | ---------------------- | -------------------------- | ------ |
| 1        | Paul Giordimaina       | "B'vuci wahda"             | -      |
| 2        | Moira Stafrace         | "In-nies li taf"           | -      |
| 3        | William Mangion        | "Issa"                     | 1      |
| 4        | Bayzo & Claudette Pace | "L'ghanja ta' hajti"       | -      |
| 5        | Mike Spiteri           | "Gmiel il-ward u l-muzika" | -      |
| 6        | Marita & Jon Lukas     | "Zommni u ghannaqni"       | 2      |
| 7        | Renato                 | "Rajtek"                   | -      |
| 8        | Alex Schembri          | "F'mument"                 | 3      |

## In Millstreet
In Ierland moest Malta optreden als 8ste, net na België en voor IJsland. Op het einde van de puntentelling bleken ze op een 8ste plaats te zijn geëindigd met 69 punten.
Nederland en België gaven geen punten aan deze inzending.

### Gekregen punten

#### Finale
| 12 punten                            | 10 punten                                                                    | 8 punten | 7 punten                         | 6 punten              |
| ------------------------------------ | ---------------------------------------------------------------------------- | -------- | -------------------------------- | --------------------- |
|                                      |                                                                              |          | - Italië - Zwitserland           | - Verenigd Koninkrijk |
| 5 punten                             | 4 punten                                                                     | 3 punten | 2 punten                         | 1 punt                |
| - Denemarken - Griekenland - Turkije | - Bosnië en Herzegovina - Duitsland - Kroatië - Oostenrijk - Spanje - Zweden | - Israël | - Frankrijk - Ierland - Portugal | - Cyprus              |

### Punten gegeven door Malta

#### Finale
Punten gegeven in de finale:
| 12 punten | Ierland               |
| 10 punten | Luxemburg             |
| 8 punten  | Spanje                |
| 7 punten  | Italië                |
| 6 punten  | Griekenland           |
| 5 punten  | Zwitserland           |
| 4 punten  | Bosnië en Herzegovina |
| 3 punten  | Nederland             |
| 2 punten  | Finland               |
| 1 punt    | Slovenië              |